# Succo di pomodoro
Il succo di pomodoro è una bevanda a base di pomodori spesso usata come ingrediente per preparare cocktail.

## Storia
La bevanda conosciuta come "succo di pomodoro" venne ideata nel 1917 da Louis Perrin al French Lick Springs Hotel, nel sud dell'Indiana. Dopo essere rimasto senza arance, Perrin fu costretto ad usare un ingrediente sostitutivo da servire agli ospiti che erano giunti nell'albergo, e preparò una miscela di pomodori spremuti, zucchero e una salsa da lui inventata. Grazie al passaparola che fecero gli uomini d'affari di Chicago, il succo di pomodoro divenne celebre in tutti gli USA.